# Marchesane
Marchesane è una  frazione di Bassano del Grappa, in provincia di Vicenza.